# Омолон
Омолон је река у Русији, на северу Далеког истока, десна притока река Колиме. 
Река извире у златом богатом, средњем делу Колимског горја, затим тече на север кроз стрми предео на северозападу ове високе планине, где прима највећу притоку Олој. Протиче кроз Јакутску и Магаданску област и малим делом кроз Чукотску аутономну област. Просечан проток воде је 700 m³/s.
Залеђена је од октобра до средине маја. 
Главне притоке су јој са леве стране Кедон, а са десне Молонгда, Олој, Олојчан. Река је пловна око 600 km низводно од пристаништа Шчебаково.